# Henri Pierre Darnaudat
Pour les articles homonymes, voir Darnaudat.
Pierre-Henry d'Arnaudat, ou Darnaudat, né à Orthez le 11 octobre 1763, mort le 24 novembre 1807 à Bagnères-de-Bigorre (Hautes-Pyrénées), est un général français de la révolution et de l’Empire. .

## Biographie
Il était le fils de noble Jean-Henry d'Arnaudat, conseiller au Parlement de Navarre et député du Béarn aux États généraux de 1789, et de Dame Marie-Anne Bachoué de Barraute. 
Il entre en service comme cadet gentilhomme au régiment Royal-La Marine en 1779, et jusqu'en 1792, il sert en plusieurs endroits dont Briançon et La Rochelle. Attaché à l'Armée des Pyrénées occidentales, il est blessé au combat du camp d'Hendaye le 23 avril 1793 ce qui lui vaut d'être nommé adjudant-général. Engagé dans plusieurs batailles, il est de nouveau blessé. 
Le 23 juin 1793, il est promu général de brigade. Le 21 août 1793, il repousse les Espagnols à la bataille du col d'Ispéguy (au-dessus de Saint-Étienne-de-Baïgorry) et fait 150 prisonniers.
Poursuivi pour ses origines nobiliaires, il quitte l'armée en demandant sa retraite. Le gouvernement le rappel au service actif le 3 brumaire an VII et l'affecte à l'armée de Mayence. Commandant l'avant-garde de l'armée du Rhin, il bat les Autrichiens à la bataille de Ladenburg, où Il détruit le fameux régiment de hussards dits « de Seklers ». Il sert successivement sous les ordres de Masséna et de Bernadotte dont il est chef d'état-major.  
Il occupe ensuite différents commandements ; commandements territoriaux comme Périgueux, Toulouse, ou auprès d'Eugène de Beauharnais, vice-roi d'Italie dont il est le chef d'état-major. Nommé dans l'ordre de la Légion d'honneur par le 1er Consul, il en devient l'un des commandants.
Admis à la retraite le 3 novembre 1807, en raison des séquelles de ses blessures, il meurt le 24 novembre de la même année à Bagnères-de-Bigorre (Hautes-Pyrénées).

## Famille

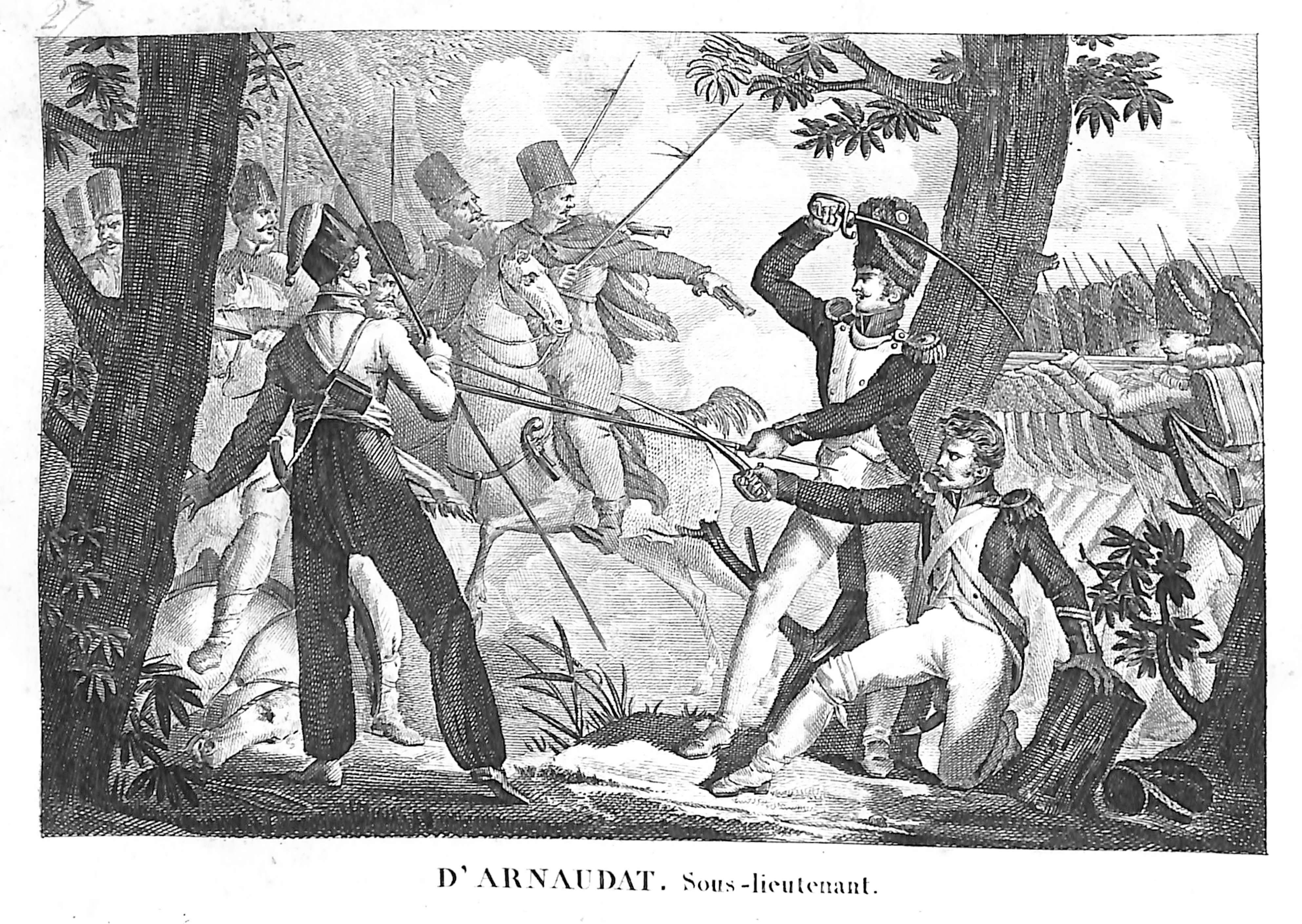
Le sous-lieutenant D'Arnaudat à la Bataille de Laon le 9 mars 1814

Son fils, Jean-Baptiste Darnaudat - ou d'Arnaudat - né en 1794, est admis à l'École spéciale militaire de Saint-Cyr, dont il est élève de 1811 à 1813. Sous-lieutenant aux chasseurs flanqueurs de la jeune garde impériale il participe à plusieurs batailles de l'Empire. Il est blessé à la bataille de Laon le 9 mars 1814 où son héroïsme est remarqué par le maréchal Ney et lui vaut une notice et une gravure le représentant à la dite bataille dans le livre des jeunes braves ou étrennes militaires - Librairie Rapilly - Paris - 1823.
Il est le grand-père de Jacques Darnaudat.

## Sources
- « Cote LH/662/13 », base Léonore, ministère français de la Culture
- Thierry Pouliquen, « Les généraux français et étrangers ayant servis [sic] dans la Grande Armée » (consulté le 10 août 2013)